# Seven Lives Many Faces
Seven Lives Many Faces е седмият студиен албум на немския електронен/ню ейдж/еймбиънт проект Енигма. Албумът е официално издаден на 19 септември 2008 г. от Върджин Рекърдс.
Първият сингъл от албума излиза на 8 август 2008 и за първи път в историята на проекта Енигма той е двоен, включващ две песни като равностойни сингли от албума: „La Puerta del Cielo“ и „Seven Lives“. Третият сингъл от албума е към песента „The Same Parents“. На 27 ноември 2008 г., излиза и DVD албумът „Seven Lives Many Faces“.

## Песни
1. „Encounters“ – 3:12
2. „Seven Lives“ – 4:25
3. „Touchness“ – 3:35
4. „The Same Parents“ – 5:19
5. „Fata Morgana“ – 3:23
6. „Hell's Heaven“ – 3:51
7. „La Puerta del Cielo“ – 3:28
8. „Distorted Love“ – 4:11
9. „Je T'aime Till My Dying Day“ – 4:18
10. „Déjà Vu“ – 2:56
11. „Between Generations“ – 4:30
12. „The Language of Sound“ – 4:20

- Албумът съдържа и бонус диск, достъпен в някои от изданията му. Включва пет песни, които не фигурират в стандартното издание:

1. „Superficial“ – 2:58
2. „We Are Nature“ – 3:51
3. „Downtown Silence“ – 2:11
4. „Sunrise“ – 2:38
5. „The Language Of Sound (Slow Edit)“ – 3:57

## Сертификация
| Държава       | Сертификация | Продажби |
| ------------- | ------------ | -------- |
| Близкия изток | Златен       | 3000+    |
| Русия         | Златен       | 10 000+  |

## Класации
Предполагаеми продажби към момента:около 200 000 копия (вкл. ок. 85 000 в САЩ към месец септември 2016 г.)
| Държава                | Върхова позиция |
| ---------------------- | --------------- |
| Европа                 | 33              |
| САЩ Топ ню-ейдж албуми | 1               |
| Индия                  | 3               |
| Чехия                  | 10              |
| Гърция                 | 15              |
| Германия               | 15              |
| Швейцария              | 18              |
| Холандия               | 22              |
| Унгария                | 25              |
| Португалия             | 29              |
| Австрия                | 30              |
| Словакия               | 35              |
| Италия                 | 36              |
| Белгия                 | 42              |
| Полша                  | 48              |
| Мексико                | 59              |
| Испания                | 75              |
| Канада                 | 89              |
| САЩ                    | 92              |
| Франция                | 93              |

## Фактология
- Децата на Крету – близнаците Никита и Себастиан изпълняват вокалите в песента „The Same Parents“.
- В песента „Dèjá Vu“ Майкъл Крету използва семпли от песните „Morphing Thru Time“, „Prism of Life“ и „The Roundabout“, включени в третия албум на Енигма „Le Roi Est Mort, Vive Le Roi!“
- На 28 септември 2008 г. стартира конкурс за ремикс на песента „Downtown Silence“, който ще продължи до 30 ноември 2008 г.